# 마크 웨버 (배우)
마크 웨버(Mark Webber, 1980년 7월 19일 ~ )는 미국의 배우이다.

## 출연 작품
- 더 플레이스 오브 노 워즈 (2019)
- 프리카 리카 쉬카 디카 앤 더 빅 배틀 인 더 포레스트 (2019)
- 돈 워리 (2018)
- 플레쉬 앤 블러드 (2017)
- 인헤리턴스 (2017)
- 더 센트 오브 레인 앤 라이트닝 (2017)
- 안티버쓰 (2016)
- 그린 룸 (2015)
- 사이보그 아담 (2015)
- 해피 크리스마스 (2014)
- 에버 애프터 (2014)
- 래기스 (2014)
- 제사벨 (2014)
- 미션 13 (2014)
- 굿바이 월드 (2013)
- 앵그리 리틀 갓즈 (2013)
- 디 엔드 오브 러브 (2012)
- 나의 PS프렌드 (2012)
- 깊은 관계 (2012)
- 거짓말 (2011)
- 스콧 필그림 (2010)
- 라이프 이즈 핫 인 크랙타운 (2009)
- 슈링크 (2009)
- 명백한 죄악 (2008)
- 굿 딕 (2008)
- 굿 라이프 (2007)
- 웨폰스 (2007)
- 이토록 뜨거운 순간 (2007)
- 저스트 라이크 더 선 (2006)
- 브로큰 플라워 (2005)
- 디어 웬디 (2004)
- Winter Solstice (2004)
- 밤 더 시스템 (2002)
- 라라미 프로젝트 (2002)
- 헐리우드 엔딩 (2002)
- 목격자 (2002)
- 스토리텔링 (2001)
- 첼시 호텔 (2001)
- 애니멀 팩토리 (2000)
- 스노우 데이 (2000)
- 보일러 룸 (2000)
- 예수의 아들 (1999)
- 화이트보이스 (1999)
- 테크노 스와핑 (1999)